# Ламантини
Ламантини или манатији (лат. Trichechidae) су породица сисара из реда морских крава (Sirenia). Породица има само један род (Trichechus) са 3 врсте:  
- Trichechus inunguis— амазонски ламантин,
- Trichechus manatus — северноамерички ламантин и
- Trichechus senegalensis — афрички ламантин.

То су велики водени биљоједи, тежине до 590kg и дужине до 4m. За разлику од врста из породице дугонга (друга породица реда Sirenia), које имају реп као код кита, ламантинов реп је заобљен, сличан веслу. Такође, облик лобање им је другачији. Ламантини живе у топлим водама приобаља Атлантског океана, као и у естуарима, рекама и мочварама. 

## Таксономија
Ламантини чине три од четири живе врсте из реда Sirenia. Четврта је дугонг са источне хемисфере. Сматра се да је морска крава еволуирала од четвороножних копнених сисара пре више од 60 милиона година, а најближи живи сродници су Proboscidea(слонови) и Hyracoidea (дамани).
Етимологија имена није позната, могуће да име потиче од латинске речи "manus" (рука), или речи "manati" коју користи Таино, предколумбијски народ Кариба, што значи "груди". Зову се морске краве, јер споро једу биљке, мирне су и сличне кравама на копну. Често су на паши на воденим биљкама у тропским морима.

## Опис
Ламантини достижу тежину од 400 до 550kg  и просечну дужину 2.8 до 3.0m, понекад нарасту до 4.6m и 1.775kg (женке су обично веће и теже). При рођењу, младунче тежи око 30kg. Ламантин има велику, флексибилну, прехенсилну горњу усну, која се користи за скупљање хране и јело и за друштвену интеракцију и комуникацију. Ламантини имају краће њушке од других морских крава дугонга. Капци малих, широко размакнутих очију затварају се кружно. Одрасли немају секутиће или очњаке, само скуп зуба који нису јасно диференцирани у кутњаке и преткутњаке. Ови зуби се више пута замењују током живота, при чему нови зуби расту страга, како старији зуби испадају напред у устима, помало као и слонови зуби.  У сваком тренутку, ламантини обично нема више од шест зуба у свакој вилици. Реп му је у облику весла и најјаснија је видљива разлика између ламантина и дугонга, чији је реп сличног облика као код кита. Женка ламантина има две дојке, испод сваког пераја, карактеристика која је коришћена за рано повезивање ламантина и слонова.
Ламантини су необични сисари јер имају само шест вратних пршљенова,
број који може бити последица мутација хомеотичких гена. Сви остали сисари имају седам вратних пршљенова, осим двопрстих и тропрстих лењиваца.
Попут коња, и ламантини имају једноставан стомак, али велики слепо црево, у коме може варити жилаве биљне материје. Црева су обично око 45 метара дуга, што је необично за животињу величине ламантина.

## Понашање
Осим мајки са својим младим или мужјака који прате предусретљиву женку, ламантини су углавном самотне животиње.  Ламантини проводе отприлике 50% дана спавајући потопљени, редовно излазећи за ваздух у интервалима краћим од 20 минута. Преостало време углавном проводе на испаши у плитким водама на дубинама од 1 до 2m.  Подврста ламантина са Флориде (T. m. latirostris) живи до 60 година.
Генерално, ламантини пливају брзином од 5 до 8km/h. Међутим, познато је да пливају и до 30km/h у кратким налетима.
Ламантини су способни да разумеју и разликују задатке и покажу знаке сложеног асоцијативног учења. Такође имају добру дугорочну меморију.Они демонстрирају дискриминацију и способности учења задатака сличое делфинима и перајарима у акустичким и визуелним студијама.

### Репродукција
Ламантини се обично размножавају једном у две године, углавном се рађа само једно младунче. Гестација траје око 12 месеци, а младунче   мајка храни још 12 до 18 месеци, иако женке могу имати више од једног еструса годишње.

### Комуникација
Ламантини издају широк спектар звукова које користе у комуникацији, нарочито између мајке и младунчета. Уши су им велике унутра, али спољашњи отвори су мали и налазе се четири центиметра иза сваког ока. Одрасли комуницирају како би одржали контакт и током сексуалног и играчког понашања. Укус и мирис, поред вида, звука и додира, такође могу бити облици комуникације.

### Исхрана
Ламантини су биљоједи и једу преко 60 различитих слатководних и морских биљака (нпр. плутајући зумбул, коров бучњак, коров алигатора, водена зелена салата, водена варјача, водени целер, мошусна трава, лишће мангрове, морска трава, морска детелина и морске алге). Користећи подељену горњу усну, одрасли ламантин обично једе до 10% -15% своје телесне тежине дневно, око 50kg. Конзумирање такве количине захтева од ламантина да једу до седам сати дневно.
Да би се могли носити са високим нивоом целулозе у својој биљној исхрани, ламантини користе ферментацију задњег црева како би помогли процесу варења.Познато је да ламантини поједу мали број риба из мрежа.
Ламантини користе своја пераја да "шетају" по дну док копају за биљке и корење. Кад се открију биљке, пераја се користе за приношење вегетације према уснама. Ламантин има прехенсилну усну, јастучић горње усне подељен је на леву и десну страну која се може кретати независно. Усне користе седам мишића за манипулацију и кидање биљака. Користе усне и предње пераје да би пребацили биљке у уста. Ламантин нема предње зубе, међутим, иза усана, на крову уста, налазе се густи гребенасти јастучићи. Ти рожнат гребени и доња чељуст ламантина кидају биљни материјал.

### Дентација
Ламантини имају четири реда зуба. Уздуж горње и доње вилице налази се 6 до 8 кутњака, што је укупно 24 до 32 равна зуба грубе текстуре. Једење крупне вегетације нагриза зубе, нарочито глеђ. Међутим, истраживање показује да је структура глеђи у кутњацима слаба. Да би се ово надокнадило, зуби ламантини се непрестано замењују. Кад се предњи кутњаци истроше, они испадају. Посљедњи кутњаци избијају на задњем реду и полако се крећу према напред да би заменили ове као на покретној траци, слично као код слонова. Овај процес се наставља током целог живота ламантина. Брзина којом зуби мигрирају према напред зависи од тога колико брзо се предњи зуби абразирају. Нека истраживања показују да је стопа око 1cm месечно, мада друга истраживања показују 0,1cm месечно.